# Mortiis
A Mortiis Håvard Ellefsen zenész zenei projektje, egyben Ellefsen művészneve is. A név a latin "mortis" (halál) szó elírása. Ellefsen a norvégiai Notoddenből származik, zenészként először az Emperor basszusgitárosaként ismert. 1993-tól kezdve jelennek meg zenei anyagok Mortiis név alatt, szólóprojektként és együttesként is, többféle műfajban. Különlegesség, hogy a különböző stílusú lemezek eredetileg korszakonként elkülönítve lettek megjelölve a diszkográfiában: "Era I" címszó alatt futnak a '90-es évek dungeon synth anyagai, "Era II" az ezredforduló szintipopja, "Era 3" pedig a kétezres évek indusztriális rock/ dark ambient lemezeire utal. Az utóbbi évek vegyes műfajú anyagai "nulladik érának" számítanak. A lemezeket a Malicious Records, Cold Meat Industry, Dark Dungeon Music, Earache Records, Projekt Records, Omnipresence kiadók jelentették meg.

## Popkulturális hatás
Az Era I-es kiadványok okán szokás Mortiisra mint a "dungeon synth keresztapjaként" hivatkozni. 
Védjegyévé vált a promociós fotókon és a fellépéseken viselt troll/goblin maszk, melynek kialakítása (vagy hiánya) az adott korszak művészeti koncepciójára reflektál.

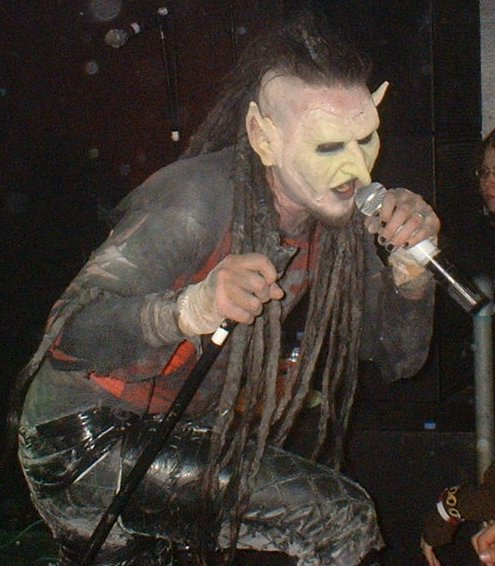
A goblinmaszk Era 3 alatti változata (koncert, 2005, Leicester)

## Zenekari tagok
- Håvard Ellefsen (Mortiis) - ének, programozás, mixelés
- Levi Gawron - gitár, programozás, mixelés, basszusgitár (2001-)
- Tim van Horn - dobok (2011-2017)

## Diszkográfia
Era I:
- The Song of a Long Forgotten Ghost - demo, 1993
- Født til a Herske - nagylemez, 1994
- Ånden som Gjorde Opprør - nagylemez, 1994
- Keiser Av En Dimensjon Ukjent - nagylemez, 1995
- Blood and Thunder - EP, 1995
- Crypt of the Wizard - nagylemez, 1996
- The Stargate - nagylemez, 1999

Era II:
- The Smell of Rain - nagylemez, 2001

Era 3:
- The Grudge - nagylemez, 2004
- Soul in a Hole - koncertlemez, 2005
- Some Kind of Heroin - remix-válogatás, 2007
- Perfectly Defect - nagylemez, 2010

Era 0:
- The Great Deceiver - nagylemez, 2016
- The Great Corrupter - remix-válogatás, 2017
- The Unraveling Mind - nagylemez, 2017
- The Perfect Reject - remix-válogatás, 2018
- Spirit of Rebellion - nagylemez, 2020